# Eastern Europe Cup w biegach narciarskich 2020/2021
Eastern Europe Cup w biegach narciarskich 2020/2021 to kolejna edycja tego cyklu zawodów. Rywalizacja rozpoczęła się 28 listopada 2020 roku w rosyjskim kurorcie narciarskim Wierszyna Tioi, a zakończyła się 3 marca 2021 roku w rosyjskim mieście Syktywkar.
Obrończynią tytułu była Rosjanka Jewgienija Szapowałowa, a wśród mężczyzn Rosjanin Jermił Wokujew.

## Kalendarz i wyniki

### Kobiety
| Lp  | Data              | Miejscowość    | Dystans                          | 1. miejsce            | 2. miejsce            | 3. miejsce            |
| --- | ----------------- | -------------- | -------------------------------- | --------------------- | --------------------- | --------------------- |
| 1.  | 28 listopada 2020 | Wierszyna Tioi | Sprint s. dowolnym               | Marina Czernousowa    | Anna Gruchwina        | Wieronika Stiepanowa  |
| 2.  | 29 listopada 2020 | Wierszyna Tioi | 10 km s. klasycznym              | Lilija Wasiljewa      | Anastasija Falejewa   | Alija Iksanowa        |
| 3.  | 1 grudnia 2020    | Wierszyna Tioi | Sprint s. klasycznym             | Anastasija Falejewa   | Anastasija Kiriłłowa  | Olga Cariewa          |
| 4.  | 2 grudnia 2020    | Wierszyna Tioi | 10 km s. dowolnym                | Lilija Wasiljewa      | Marina Czernousowa    | Olga Żołudiewa        |
| 5.  | 23 grudnia 2020   | Krasnogorsk    | Sprint s. dowolnym               | Anastasija Kiriłłowa  | Olga Kuczeruk         | Nina Dubotołkina      |
| 6.  | 24 grudnia 2020   | Krasnogorsk    | Sprint s. klasycznym             | Olga Cariewa          | Alona Baranowa        | Anastasija Moskalenko |
| 7.  | 26 grudnia 2020   | Krasnogorsk    | 10 km s. dowolnym                | Jekatierina Smirnowa  | Jewgienija Krupicka   | Anastasija Rygalina   |
| 8.  | 27 grudnia 2020   | Krasnogorsk    | 10 km s. klasycznym              | Natalja Mekrjukowa    | Alija Iksanowa        | Jekatierina Smirnowa  |
| 9.  | 4 stycznia 2021   | Mińsk-Raubiczy | Sprint s. klasycznym             | Anastasija Kiriłłowa  | Lilija Wasiljewa      | Anastasija Moskalenko |
| 10. | 5 stycznia 2021   | Mińsk-Raubiczy | 5 km s. klasycznym               | Anastasija Kiriłłowa  | Lilija Wasiljewa      | Anastasija Moskalenko |
| 11. | 7 stycznia 2021   | Mińsk-Raubiczy | 5 km s. dowolnym                 | Lilija Wasiljewa      | Anastasija Kiriłłowa  | Anastasija Moskalenko |
| 12. | 22 stycznia 2021  | Krasnogorsk    | Sprint s. dowolnym               | Anastasija Kiriłłowa  | Anastasija Moskalenko | Jelizawieta Szałaboda |
| 13. | 5 lutego 2021     | Krasnogorsk    | 10 km s. klasycznym              | Lidija Durkina        | Lilija Wasiljewa      | Diana Gołowan         |
| 14. | 7 lutego 2021     | Krasnogorsk    | Sprint s. dowolnym               | Jelizawieta Szałaboda | Darja Storożyłowa     | Lilija Wasiljewa      |
| 15. | 11 lutego 2021    | Ałmaty         | Sprint s. klasycznym             | Lilija Wasiljewa      | Anna Szewczenko       | Anastasija Moskalenko |
| 16. | 12 lutego 2021    | Ałmaty         | 10 km s. klasycznym              | Lilija Wasiljewa      | Anna Szewczenko       | Tamara Ebel           |
| 17. | 13 lutego 2021    | Ałmaty         | 15 km s. dowolnym (start masowy) | Lilija Wasiljewa      | Anna Szewczenko       | Anastasija Moskalenko |
| 18. | 27 lutego 2021    | Syktywkar      | 10 km s. klasycznym              | Alija Iksanowa        | Natalja Mekrjukowa    | Jekatierina Smirnowa  |
| 19. | 28 lutego 2021    | Syktywkar      | Sprint s. dowolnym               | Anna Gruchwina        | Marina Czernousowa    | Kristina Kuskowa      |
| 20. | 3 marca 2021      | Syktywkar      | 15 km (bieg łączony)             | Jekatierina Smirnowa  | Diana Gołowan         | Łarisa Riasina        |

### Mężczyźni
| Lp  | Data              | Miejscowość    | Dystans                          | 1. miejsce        | 2. miejsce          | 3. miejsce           |
| --- | ----------------- | -------------- | -------------------------------- | ----------------- | ------------------- | -------------------- |
| 1.  | 28 listopada 2020 | Wierszyna Tioi | Sprint s. dowolnym               | Dienis Filimonow  | Andriej Krasnow     | Iwan Gorbunow        |
| 2.  | 29 listopada 2020 | Wierszyna Tioi | 15 km s. klasycznym              | Iwan Kiriłłow     | Stanisław Wołżencew | Artem Nikołajew      |
| 3.  | 1 grudnia 2020    | Wierszyna Tioi | Sprint s. klasycznym             | Andriej Kuzniecow | Andriej Krasnow     | Władisław Wieczkanow |
| 4.  | 2 grudnia 2020    | Wierszyna Tioi | 15 km s. dowolnym                | Artem Nikołajew   | Iwan Kiriłłow       | Andriej Łarkow       |
| 5.  | 23 grudnia 2020   | Krasnogorsk    | Sprint s. dowolnym               | Dienis Filimonow  | Andriej Krasnow     | Andriej Parfionow    |
| 6.  | 24 grudnia 2020   | Krasnogorsk    | Sprint s. klasycznym             | Siergiej Ardaszew | Antom Timaszow      | Dienis Filimonow     |
| 7.  | 26 grudnia 2020   | Krasnogorsk    | 15 km s. dowolnym                | Dmitrij Bagraszow | Antom Timaszow      | Artem Nikołajew      |
| 8.  | 27 grudnia 2020   | Krasnogorsk    | 15 km s. klasycznym              | Ilja Poroszkin    | Siergiej Ardaszew   | Andriej Łarkow       |
| 9.  | 4 stycznia 2021   | Mińsk-Raubiczy | Sprint s. klasycznym             | Antom Timaszow    | Andriej Krasnow     | Andriej Łarkow       |
| 10. | 5 stycznia 2021   | Mińsk-Raubiczy | 10 km s. klasycznym              | Andriej Łarkow    | Antom Timaszow      | Artem Nikołajew      |
| 11. | 7 stycznia 2021   | Mińsk-Raubiczy | 10 km s. dowolnym                | Antom Timaszow    | Artem Nikołajew     | Andriej Łarkow       |
| 12. | 22 stycznia 2021  | Krasnogorsk    | Sprint s. dowolnym               | Andriej Krasnow   | Fiodor Nazarow      | Antom Timaszow       |
| 13. | 5 lutego 2021     | Krasnogorsk    | 15 km s. klasycznym              | Andriej Łarkow    | Ilja Poroszkin      | Raul Szakirzianow    |
| 14. | 7 lutego 2021     | Krasnogorsk    | Sprint s. dowolnym               | Andriej Krasnow   | Andriej Łarkow      | Ilja Tichonienko     |
| 15. | 11 lutego 2021    | Ałmaty         | Sprint s. klasycznym             | Andriej Krasnow   | Antom Timaszow      | Andriej Łarkow       |
| 16. | 12 lutego 2021    | Ałmaty         | 15 km s. klasycznym              | Artem Nikołajew   | Andriej Łarkow      | Antom Timaszow       |
| 17. | 13 lutego 2021    | Ałmaty         | 20 km s. dowolnym (start masowy) | Iwan Kiriłłow     | Andriej Łarkow      | Antom Timaszow       |
| 18. | 27 lutego 2021    | Syktywkar      | 15 km s. klasycznym              | Ilja Poroszkin    | Jermił Wokujew      | Antom Timaszow       |
| 19. | 28 lutego 2021    | Syktywkar      | Sprint s. dowolnym               | Fiodor Nazarow    | Jermił Wokujew      | Iwan Gorbunow        |
| 20. | 3 marca 2021      | Syktywkar      | 30 km (bieg łączony)             | Antom Timaszow    | Andriej Łarkow      | Siergiej Ardaszew    |

## Klasyfikacje
| Lp. | Zawodniczka           | Punkty |
| --- | --------------------- | ------ |
| 1.  | Lilija Wasiljewa      | 1171   |
| 2.  | Anastasija Kiriłłowa  | 624    |
| 2.  | Anastasija Moskalenko | 624    |
| 4.  | Jekatierina Smirnowa  | 360    |
| 5.  | Olga Cariewa          | 359    |
| 6.  | Marina Czernousowa    | 358    |
| 7.  | Alija Iksanowa        | 352    |
| 8.  | Jelizawieta Szałaboda | 328    |
| 9.  | Anna Gruchwina        | 314    |
| 10. | Natalja Mekrjukowa    | 305    |
| 11. | Lidija Durkina        | 270    |
| 12. | Ina Łukonina          | 258    |
| 13. | Diana Gołowan         | 257    |
| 14. | Polina Sieronosowa    | 247    |
| 15. | Anna Szewczenko       | 240    |

| Lp. | Zawodnik             | Punkty |
| --- | -------------------- | ------ |
| 1.  | Andriej Łarkow       | 1124   |
| 2.  | Antom Timaszow       | 1038   |
| 3.  | Andriej Krasnow      | 988    |
| 4.  | Artem Nikołajew      | 821    |
| 5.  | Iwan Kiriłłow        | 784    |
| 6.  | Ilja Poroszkin       | 351    |
| 7.  | Dienis Filimonow     | 326    |
| 8.  | Siergiej Ardaszew    | 319    |
| 9.  | Andriej Kuzniecow    | 308    |
| 10. | Fiodor Nazarow       | 292    |
| 11. | Władisław Wieczkanow | 244    |
| 12. | Władimir Frołow      | 241    |
| 13. | Iwan Gorbunow        | 234    |
| 14. | Andriej Sobakariow   | 205    |
| 15. | Aleksandr Grebienko  | 199    |